# Šampion (1915.)
Šampion (u eng. izvorniku: The Champion) je bila 3. crno-bijela filmska komedija iz Essanay Studiosa u kojoj se pojavio Charlie Chaplin.

## Glume
- Charles Chaplin - izazivač
- Edna Purviance - trenerova kćer
- Ernest Van Pelt - Spike Dugan
- Lloyd Bacon - svadljiv partner
- Leo White - nepošten kockar
- Carl Stockdale - svadljiv partner
- Billy Armstrong - svadljiv partner
- Paddy McGuire  - svadljiv partner
- Bud Jamison - Bob Uppercut, šampion
- Ben Turpin - prodavač